# David Henshaw

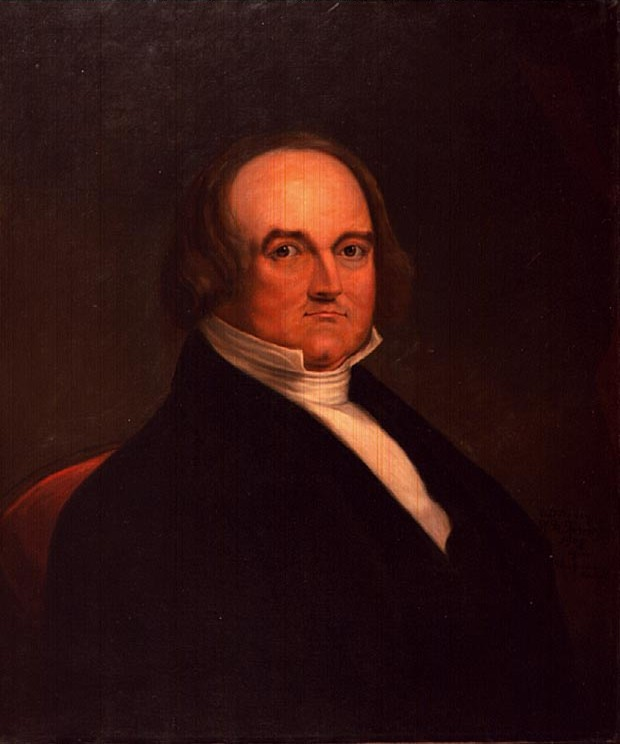
David Henshaw

David Henshaw (* 2. April 1791 in Leicester, Worcester County, Massachusetts; † 11. November 1852 ebenda) war ein US-amerikanischer Politiker (Demokratische Partei). Er bekleidete unter Präsident John Tyler das Amt des US-Marineministers.
Nach seiner Lehrlingszeit bei einem Apotheker wandte sich David Henshaw zunächst akademischen Studien zu. 1814 wurde er Mitbesitzer der Apotheke, in der er zuvor gelernt hatte. Später war er im Bank- und Transportgewerbe tätig.
In den 1820er-Jahren begann Henshaw eine politische Laufbahn. 1826 wurde er Abgeordneter im Senat von Massachusetts. Zwei Jahre später trat er zur Wahl um seinen Sitz im US-Repräsentantenhaus an, unterlag aber. Den Posten als Gebühreneintreiber im Hafen von Boston musste er im Zuge der Wirtschaftskrise von 1837 abgeben. Von seinen persönlichen finanziellen Verlusten in dieser Zeit erholte er sich relativ schnell wieder, woraufhin es ihm auch gelang, seine vormalige führende Position innerhalb der Demokratischen Partei von Massachusetts zurückzugewinnen.
John Tyler, den er schon zum Beginn von dessen Präsidentschaft im Jahr 1841 unterstützt hatte, berief Henshaw im Juli 1843 zum Secretary of the Navy. Da sich der Kongress zu diesem Zeitpunkt in einer Sitzungspause befand und die Nominierung nicht bestätigen konnte, amtierte Henshaw erst einmal kommissarisch. Er nahm Probleme beim Schiffbau in Angriff, wählte erfahrene Offiziere für wichtige Kommandoeinsätze auf See aus und versuchte, eine Schule für Seekadetten ins Leben zu rufen.
Als der Kongress aus der Pause zurückkehrte, weigerten sich die Abgeordneten, David Henshaw als Marineminister zu bestätigen. Dies resultierte aus der Oppositionshaltung des Parlaments gegenüber der Regierung Tyler. So verblieb Henshaw nur noch eine kurze Amtszeit bis zum 18. Februar 1844, ehe mit Thomas W. Gilmer ein geeigneter Nachfolger gefunden war. Er kehrte nach Massachusetts zurück und starb im Jahr 1852.
Der 1919 in Dienst gestellte Zerstörer USS Henshaw (DD-278) wurde nach dem kurzzeitigen Marineminister benannt.